# Supercopa da Arábia Saudita de 2022
A Supercopa da Arábia Saudita de 2022 (também conhecida como Supercopa Berain da Arábia Saudita por motivos de patrocínio) foi a 9ª edição da Supercopa da Arábia Saudita, uma competição anual de futebol para clubes do sistema de ligas de futebol da Arábia Saudita que obtiveram sucesso em suas principais competições no temporada anterior.
Em 19 de fevereiro de 2022, foi anunciado que a competição passaria do formato de duas equipes para quatro equipes, o que incluiria uma semifinal. Participariam da competição os vencedores e vice-campeões da Liga Profissional Saudita e da Copa do Rei . A rodada semifinal está programada para ser disputada em 26 de janeiro de 2023, e a final será realizada em 29 de janeiro.

## Qualificação
O torneio deveria apresentar os vencedores e vice-campeões da Copa do Rei de 2021–22 e da Liga Profissional Saudita de 2021–22 . No entanto, como o Al-Hilal foi o vencedor da Pro League e vice-campeão da King Cup, a vaga extra foi concedida ao Al-Nassr, terceiro colocado da Pro League .

### Equipes qualificadas
As quatro equipes classificadas para o torneio.
| Equipe     | Método de qualificação                                                                    | Aparência | Última aparição como | Anos de desempenho | Anos de desempenho |
| Equipe     | Método de qualificação                                                                    | Aparência | Última aparição como | Vencedor(es)       | vice-campeão       |
| ---------- | ----------------------------------------------------------------------------------------- | --------- | -------------------- | ------------------ | ------------------ |
| Al-Hilal   | Vencedores da Liga Profissional Saudita de 2021–22 e vice-campeões da King Cup de 2021–22 | 6º        | vencedores de 2021   | 3                  | 2                  |
| Al-Fayha   | Vencedores da Copa do Rei de 2021–22                                                      | 1º        | 0 (estreia)          | –                  | –                  |
| Al-Ittihad | Vice-campeão da Liga Profissional Saudita de 2021–22                                      | 3º        | vice-campeão 2018    | –                  | 2                  |
| Al-Nassr   | 2021–22 Liga Profissional Saudita terceiro lugar                                          | 5 ª       | vencedores de 2020   | 2                  | 2                  |

## Torneio
O sorteio foi realizado no dia 24 de dezembro na sede do SSC em Riad. Não havia restrição nisso.
- Os horários listados são UTC+3.

### Eliminação
|  | Semifinal                                      | Semifinal |   |  | Final                                          | Final |  |
|  |                                                |           |   |  |                                                |       |  |
|  | 26 de janeiro - Estádio Internacional Rei Fahd |           |   |  |                                                |       |  |
|  | Al-Ittihad FC                                  | 3         |   |  |                                                |       |  |
|  | Al-Nassr                                       | 1         |   |  |                                                |       |  |
|  |                                                |           |   |  |                                                |       |  |
|  |                                                |           |   |  | 29 de janeiro - Estádio Internacional Rei Fahd |       |  |
|  |                                                |           |   |  | Al-Ittihad FC                                  | 2     |  |
|  |                                                | Al-Fayha  | 0 |  |                                                |       |  |
|  |                                                |           |   |  |                                                |       |  |
|  |                                                |           |   |  |                                                |       |  |
|  |                                                |           |   |  |                                                |       |  |
|  | 26 de janeiro - Estádio Internacional Rei Fahd |           |   |  |                                                |       |  |
|  | Al-Fayha                                       | 1         |   |  |                                                |       |  |
|  | Al-Hilal                                       | 0         |   |  |                                                |       |  |